# Eiskunstlauf-Weltmeisterschaften 1951
Die 42. Eiskunstlauf-Weltmeisterschaften fanden vom 23. bis 25. Februar 1951 in Mailand (Italien) statt. Erstmals nach dem Zweiten Weltkrieg waren wieder Athleten aus Deutschland und Japan zugelassen.

## Ergebnisse

### Herren
| Platz | Sportler           | Land                   |
| ----- | ------------------ | ---------------------- |
| 1     | Richard Button     | Vereinigte Staaten     |
| 2     | James Grogan       | Vereinigte Staaten     |
| 3     | Helmut Seibt       | Österreich             |
| 4     | Hayes Alan Jenkins | Vereinigte Staaten     |
| 5     | Dudley Richards    | Vereinigte Staaten     |
| 6     | Carlo Fassi        | Italien                |
| 7     | Donald Laws        | Vereinigte Staaten     |
| 8     | Michael Carrington | Vereinigtes Königreich |
| 9     | William Lewis      | Kanada                 |
| 10    | Freimut Stein      | BR Deutschland         |
| 11    | Ryūsuke Arisaka    | Japan                  |

Punktrichter waren:
- Donald H. Gilchrist  Kanada
- Eugen Kirchhofer  Schweiz
- Mollie Phillips  Vereinigtes Königreich
- Walter S. Powell  Vereinigte Staaten
- Adolf Rosdol  Österreich
- W. Schilling  BR Deutschland
- Mario Verdi  Italien

### Damen
| Platz | Sportler                   | Land                   |
| ----- | -------------------------- | ---------------------- |
| 1     | Jeannette Altwegg          | Vereinigtes Königreich |
| 2     | Jacqueline du Bief         | Frankreich             |
| 3     | Sonya Klopfer              | Vereinigte Staaten     |
| 4     | Suzanne Morrow             | Kanada                 |
| 5     | Barbara Wyatt              | Vereinigtes Königreich |
| 6     | Tenley Albright            | Vereinigte Staaten     |
| 7     | Andra McLauchlin           | Vereinigte Staaten     |
| 8     | Margaret Anne Graham       | Vereinigte Staaten     |
| 9     | Valda Osborn               | Vereinigtes Königreich |
| 10    | Gundi Busch                | BR Deutschland         |
| 11    | Frances Dorsey             | Vereinigte Staaten     |
| 12    | Helga Dudzinski            | BR Deutschland         |
| 13    | Elizabeth Hiscock          | Kanada                 |
| 14    | Erika Kraft                | BR Deutschland         |
| 15    | Susy Wirz                  | Schweiz                |
| 16    | Lotte Schwenk              | Österreich             |
| 17    | Jolande Jobin              | Schweiz                |
| 18    | Ghislaine Kopf             | Schweiz                |
| 19    | Yvonne Sugden              | Vereinigtes Königreich |
| 20    | Inge Jell                  | BR Deutschland         |
| 21    | Etsuko Inada               | Japan                  |
| 22    | Alida Elisabeth Stoppelman | Niederlande            |
| 23    | Grete Dunst                | Österreich             |

Punktrichter waren:
- Pamela Davis  Vereinigtes Königreich
- Emile Finsterwald  Schweiz
- Donald H. Gilchrist  Kanada
- Oscar Madl  Österreich
- O. Maly  BR Deutschland
- Harold G. Storke  Vereinigte Staaten
- Georges Torchon  Frankreich

### Paare
| Platz | Sportler                            | Land                   |
| ----- | ----------------------------------- | ---------------------- |
| 1     | Ria Baran / Paul Falk               | BR Deutschland         |
| 2     | Karol Kennedy / Peter Kennedy       | Vereinigte Staaten     |
| 3     | Jennifer Nicks / John Nicks         | Vereinigtes Königreich |
| 4     | Eliane Steinemann / André Calame    | Schweiz                |
| 5     | Inge Minor / Hermann Braun          | BR Deutschland         |
| 6     | Marlies Schroer / Hans Schwarz      | BR Deutschland         |
| 7     | Silvia Grandjean / Michel Grandjean | Schweiz                |
| 8     | Janet Gerhauser / John Nightingale  | Vereinigte Staaten     |
| 9     | Silva Palme / Marko Lajović         | Jugoslawien            |
| 10    | Elly Stärck / Harry Gareis          | Österreich             |
| 11    | Anne Holt / Austin Holt             | Vereinigte Staaten     |
| 12    | Elizabeth Williams / John McCann    | Vereinigtes Königreich |

Punktrichter waren:
- Bruno Bonfiglio  Italien
- Donald H. Gilchrist  Kanada
- Eugen Kirchhofer  Schweiz
- Hans Meixner  Österreich
- Mollie Phillips  Vereinigtes Königreich
- W. Schilling  BR Deutschland
- Harold G. Storke  Vereinigte Staaten

## Medaillenspiegel
| Platz | Land                   | Gold | Silber | Bronze | Gesamt |
| ----- | ---------------------- | ---- | ------ | ------ | ------ |
| 1     | Vereinigte Staaten     | 1    | 2      | 1      | 4      |
| 2     | Vereinigtes Königreich | 1    | –      | 1      | 2      |
| 3     | BR Deutschland         | 1    | –      | –      | 1      |
| 4     | Frankreich             | –    | 1      | –      | 1      |
| 5     | Österreich             | –    | –      | 1      | 1      |